# Yangdŏk (stacja kolejowa)
Yangdŏk (kor. 양덕역, Yangdŏk-yŏk) – stacja kolejowa w centralnej części Korei Północnej, na 135. kilometrze najdłuższej w kraju, 819-kilometrowej linii P’yŏngna, łączącej Pjongjang oraz specjalną strefę ekonomiczną Rasŏn. Stacja znajduje się w administracyjnych granicach powiatu Yangdŏk  w prowincji P’yŏngan Południowy, nieopodal granicy z prowincją Kangwŏn.